# 德川重好
德川重好（1745年3月17日—1795年8月22日），又名清水重好，江戶時代的大名，御三卿之一清水德川家初代當主。德川幕府第九代將軍德川家重次子，母親為側室於遊之方（安祥院）。正室是一條兼香之女俊姫，繼室是伏見宮貞建親王之女貞子女王。幼名是萬二郎。官至從三位左近衛權中將兼宮内卿、贈參議、權中納言。
寶曆8年（1758年）5月，德川家重又讓次子德川重好成立清水家，確立了御三卿的體制。
寛政7年（1795年）7月8日，德川重好逝世。享年五十一歲。重好無嗣，他的逝世標示家重的血脈斷絕。清水德川家由第十一代將軍德川家齊的第五子德川敦之助繼承。
- 法名：峻德院殿對空遊心大居士